# Afroaltica
Afroaltica is een geslacht van kevers uit de familie bladkevers (Chrysomelidae).
De wetenschappelijke naam van het geslacht werd in 2007 gepubliceerd door Biondi & D'Alessandro.

## Soorten
- Afroaltica subaptera Biondi & D'Alessandro, 2007